# Ministeri de Finances de Lituània

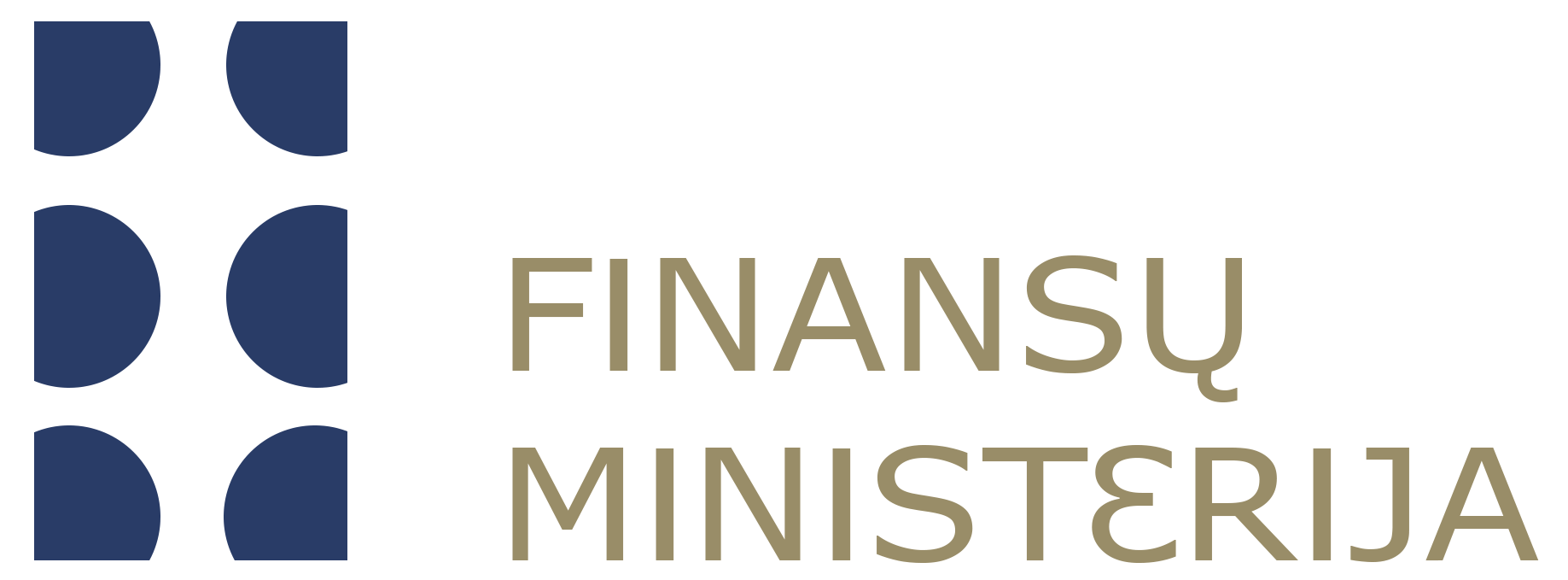
Logotip del Ministeri de Finances

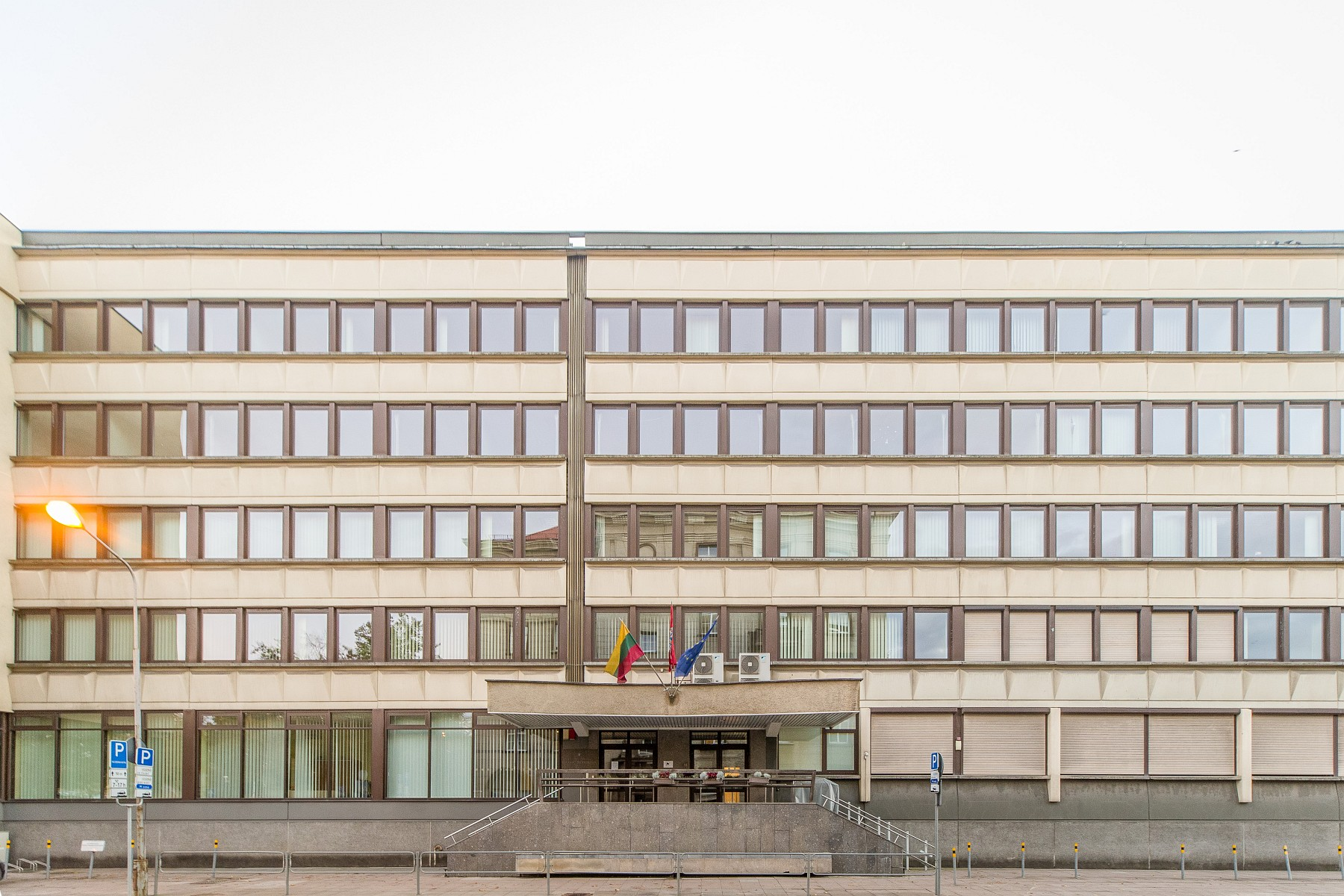
Edifici del Ministeri de Finances a Vílnius

El Ministeri de Finances de Lituània (en lituà:  Lietuvos Respublikos finansų ministerija) és un dels 14 ministeris del Govern de Lituània. Té la seu a la capital Vílnius. Les seves operacions estan autoritzades per la Constitució de la República de Lituània, els decrets són emesos pel President i el Primer Ministre, i les lleis aprovades pel Seimas (Parlament). La seva missió és formular i aplicar una política eficaç de les finances públiques a efectes d'assegurar l'estabilitat macroeconòmica del país i el seu desenvolupament econòmic. L'actual ministre és Rimantas Šadžius.